# Ane Breivik

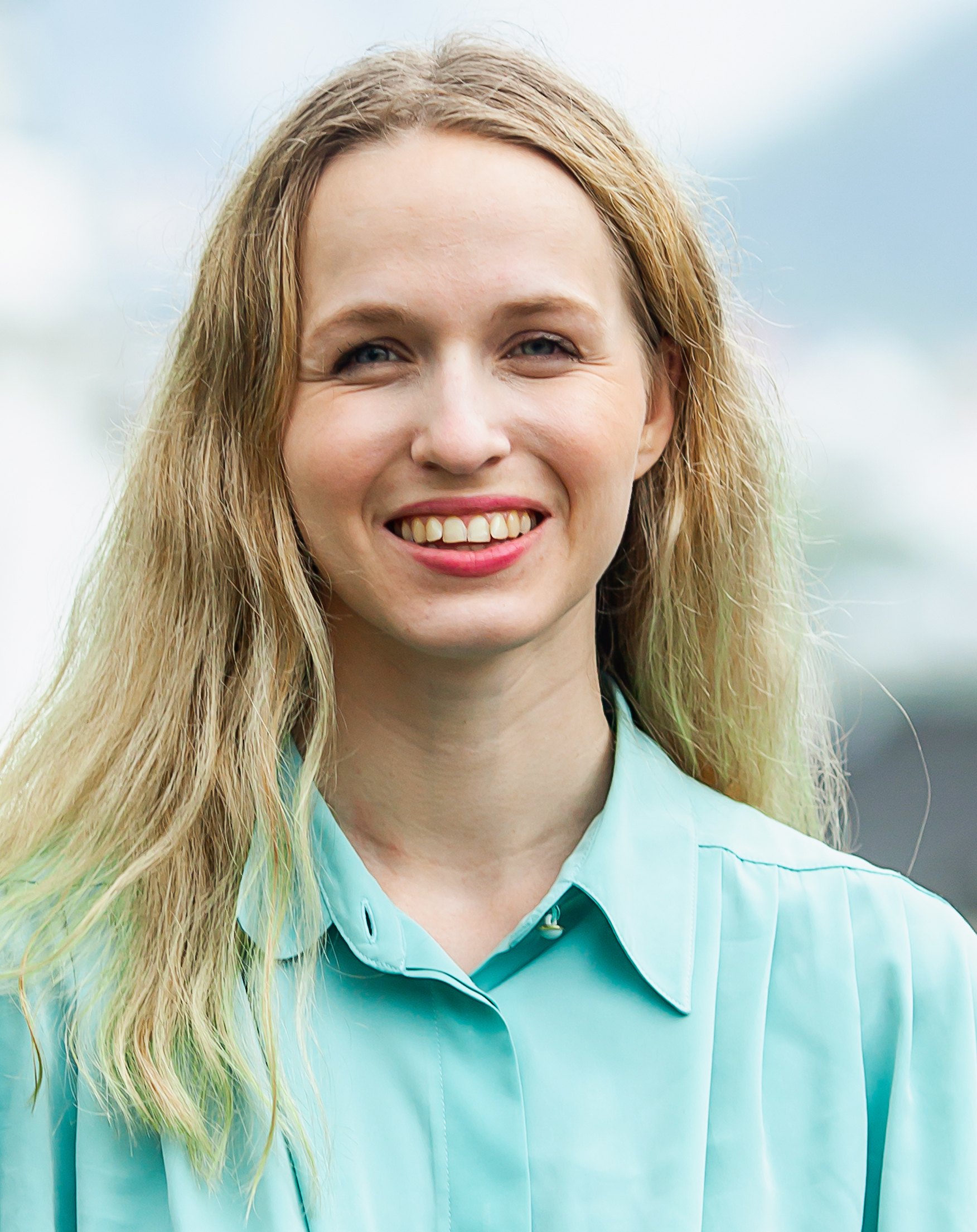
Ane Breivik, 2021

Ane Breivik (* 3. Juli 1998) ist eine norwegische Politikerin der sozialliberalen Partei Venstre. Im November 2021 wurde sie zur Vorsitzenden der Unge Venstre gewählt.

## Leben
Breivik stammt aus der Kommune Bærum. Sie begann ein Studium der Rechtswissenschaften an der Universität Bergen. Ihr gelang es bei der Parlamentswahl 2021 nicht, direkt in das norwegische Nationalparlament Storting einzuziehen. Stattdessen wurde sie sogenannte Vararepresentantin, also Ersatzabgeordnete, im Wahlkreis Hordaland. Als solche kam sie vom 1. bis zum 14. Oktober zu einem festen Einsatz. Breivik vertrat ihren Parteikollegen Sveinung Rotevatn, der als Minister sein Mandat ruhen lassen musste.
Auf einem Parteitag der Parteijugend Unge Venstre wurde sie am 6. November 2021 zur neuen Vorsitzenden der Jugendorganisation gewählt. Sie wurde damit Nachfolgerin von Sondre Hansmark. Bereits zuvor hatte Breivik als stellvertretende Vorsitzende auf nationaler Ebene, sowie als Vorsitzende der Venstre in der Stadt Bergen fungiert.